# Hein Müller
Hein Müller (ur. 6 grudnia 1903 w Kolonii, zm. 29 kwietnia 1945 w Berlinie) – niemiecki bokser, złoty medalista mistrzostw Europy, zawodowy mistrz Europy.
Startując w Mistrzostwach Europy w Sztokholmie 1925 roku, został brązowym medalistą mistrzostw w kategorii półśredniej. Na następnych Mistrzostwach Europy w Berlinie 1927 roku, został mistrzem Europy w wadze półciężkiej.
Uczestnicząc w mistrzostwach Niemiec, trzykrotnie wywalczył tytuł mistrza kraju, w 1925 w kategorii półśredniej, w 1926 w średniej i w 1927 w półciężkiej.
Po odniesionych sukcesach na amatorskim ringu, podpisał kontrakt zawodowy. Walcząc w latach 1927 – 1934, został zawodowym mistrzem Europy kategorii ciężkiej na lata 1931 – 1932. Walcząc jako zawodowiec stoczył 47 walk, z czego 32 pojedynki wygrał, 6 zremisował i 8 przegrał.